# Пилиповец, Андрей Игоревич
Андрей Игоревич Пилиповец (бел. Андрэй Ігаравіч Піліпавец; род. 17 февраля 1999, Березинское, Минская область) — белорусский футболист, защитник.

## Клубная карьера
Воспитанник молодечненской ДЮСШ-4. С 2015 года выступал за дубль солигорского «Шахтёра». В октябре 2016 и сентябре 2017 года выступал за «Шахтер» в юношеской лиге УЕФА. В феврале 2018 года перешёл в «Барановичи», тренером которого стал Иван Крутов, ранее работавший с молодёжью «Шахтёра». Был одним из основных игроков команды. В июле 2018 года покинул барановичский клуб.
В августе 2018 года перешёл в минское «Торпедо». В сезоне 2018 выступал за дубль, а к сезону 2019 готовился в основном составе. В апреле 2019 года он выступал за дубль, а 4 мая 2019 года дебютировал в Высшей лиге, отыграв все 90 минут в матче против могилевского «Днепра» (0:1).
В июле 2019 года перешёл в брестский «Рух». В команде он иногда появлялся на скамейке запасных, но на поле ни разу не вышел. В 2020 году начал выступать за дубль, а позже покинул команду.

## Карьера за сборную
В сентябре и октябре 2015 года выступал за сборную Беларуси до 17 лет в отборочном раунде чемпионата Европы.
В октябре 2017 года выступал за сборную Беларуси до 19 лет в отборочном раунде чемпионата Европы.
8 июня 2019 года он провёл свой единственный матч за молодёжную сборную Беларуси, выйдя на замену во второй половине отборочного матча чемпионата Европы против Гибралтара (10:0).

## Статистика
| Сезон    | Дивизион | Клуб       | Страна        | Матчи | Голы |
| -------- | -------- | ---------- | ------------- | ----- | ---- |
| 2015     | дубль    | Шахтёр     | Флаг Беларуси | 10    | 0    |
| 2016     | дубль    | Шахтёр     | Флаг Беларуси | 28    | 1    |
| 2017     | дубль    | Шахтёр     | Флаг Беларуси | 13    | 1    |
| 2018 (1) | Д2       | Барановичи | Флаг Беларуси | 9     | 1    |
| 2018 (2) | дубль    | Торпедо    | Флаг Беларуси | 10    | 0    |
| 2019 (1) | Д1       | Торпедо    | Флаг Беларуси | 5     | 0    |
| 2019 (2) | Д2       | Рух        | Флаг Беларуси | 0     | 0    |
| 2020 (1) | дубль    | Рух        | Флаг Беларуси | 5     | 0    |